# Jean-Baptiste Denys
Jean-Baptiste Denys (1643.? - 3. listopada 1704.)  – francuski liječnik koji je prvi izveo transfuziju krvi koja je i detaljno dokumentirana. Bio je liječnik francuskoga kralja Luja XIV.

## Biografija
Pretpostavlja se da se rodio 1643. u Parizu, gdje je i iznenada umro. Njegov je otac bio inženjer hidraulike na dvoru kralja Luja XIV., tj. bio je glavni inženjer za distrbuciju vode iz Seinedo fonrana Versaillesa. Denys je tvrdio da je studirao medicinu u Montpellieru iako u arhivi fakulteta nisu pronađeni dokazi o njegovu studiranju niti njegova diploma doktora medicine.

## Prva transfuzija krvi
Dana 15. lipnja 1667. Jean-Baptiste Denys izveo je prvu transfuziju krvi s janjeta na 15-godišnjega mladića. Postupak je bio uspješan i mladić se oporavio od bolesti od koje je bolovao.  Transfuzije koje se izvode sa životinje na čovjeka zovu se ksenotransfuzije, a prethodile su transfuzijama krvi s čovjeka na čovjeka. Pretpostavlja se da je ta prva transfuzija bila uspješna jer se radilo o maloj količini prenesene krvi pa nije došlo da veće alergijske reakcije. Prije prve transfuzije sa životinje na čovjeka eksperimentirao je s transfuzijama sa životinje na životinju (s psa na psa, i s teleta na psa) - te je radove objavio u The Royal Society's Philosophical Transactions

## Pokušaji transfuzije
Sljedeću je transfuziju Denys izveo na jednom radniku koji je također preživio. Treći pacijent bio je švedski plemić Gustaf Bonde koji se razbolio u Parizu na svom proputovanju Europom. On je primio dvije transfuzije. Nakon druge je transfuzije umro. U zimi 1667. Antoine Mauroy primio je nekoliko transfuzija teleće krvi te je nakon treće transfuzije umro.  Mauroyeva supruga optužila je Denysa za njegovu smrt. Nakon suđenja Denys je oslobođen optužbi, a za Mauroyevu smrt optužena je njegova žena jer je utvrđeno da je umro od trovanja arsenom. Njegovo eksperimentiranje s transfuzijom krvi sa životinje na čovjeka u Francuskoj je izazvalo mnoge polemike, pa je takva transfuzija krvi zabranjena, tj. sud je donio odluku kojom se Denysu zabranjuje transfuziju krvi na čovjeka bez dopuštenja pariškog Medicinskoga fakulteta. Ipak, Denys je 10. veljače 1668. izveo još jednu transfuziju, posljednju, na paraliziranoj ženi. Tek kada je 1902. Karl Landsteiner otkrio krvne grupe transfuzija je postala sigurna.

## Nakon sudske presude
Godine 1673. Charles II. pozvao ga je u Englesku da bi od Denysa saznao sve što je otkrio o transfuziji krvi. U Engleskoj je Denys uspješno liječio francuskog ambasadora i nekoliko zaposelenika suda; unatoč tome i ponudi da ostane u Engleskoj, vratio se u Francusku gdje se nastavio baviti znanošću i matematikom, ali medicinom više ne.